# Canarinus demaisoni
Canarinus demaisoni är en skalbaggsart som först beskrevs av Desbordes 1920.  Canarinus demaisoni ingår i släktet Canarinus och familjen stumpbaggar. Inga underarter finns listade i Catalogue of Life.